# شهرستان نوونیکولایفسکی
شهرستان نوونیکولایفسکی (به لاتین: Novonikolayevsky District) یک شهرستان در روسیه است که در استان ولگوگراد واقع شده‌است.